# Свети Георги (Белевехчево)
Вижте пояснителната страница за други значения на Свети Георги.
„Свети Георги“ е българска възрожденска църква в светиврачкото село Белевехчево, България, част от Неврокопската епархия. Обявена е за паметник на културата.

## Архитектура
Църквата е изградена в средата на XIX век в югозападния край на селото. В архитектурно отношение е типичната за епохата трикорабна базилика с една апсида на изток и дървени навеси на юг и запад. Западният навес заедно с камбанарията са направени по-късно от църквата. Храмът е с каменна зидария и фасадите са украсени отвън с богат, стъпаловиден корниз, каменни рамки на прозорците и вратата и примитивен релеф на лъв на северозападния ръб.

## Интериор
Във вътрешността са запазени части от оригиналните стенописи по колонадата и източната стена. Ценни са полихромният таван, красиво резбованите с плоска резба проскинитарий и балдахин и централната част на иконостас с резбованата и позлатена венчилка (1835) и царските двери. Част от иконостасните икони са от 1852 – 1853 година, дело на Яков Николай – „Свети Георги“ (1852), „Свети Йоан Предтеча“ (1852), подписана „χειρ Ι: Γ: Ν:“, „Свети Николай“ (1853), подписана „χειρ Ιακώβου Γ: Ν“, „Христос Вседържител“, и „Света Богородица с младенеца“. Изключително висококачествена е иконата „Свети Георги“ от 1852 година, дело на зограф Панчо. Другите иконостасни икони си надживописани в 1855 година от тревненските зографи Никола Генков и Георги Алексов.
В края на XIX – началото на XX век храмът е обновен от Андон Зограф от Мелник.